# Centruroides bicolor
Centruroides bicolor is een schorpioenensoort uit de familie Buthidae die voorkomt in Midden-Amerika. Centruroides bicolor is 8 tot 12 cm groot.
Het verspreidingsgebied van Centruroides bicolor omvat zuidelijk Costa Rica (zuidoosten van Puntarenas) en westelijk Panama (Chiriquí, Veraguas). De soort komt voor in de Pacifische regenwouden van zeeniveau tot 1670 meter hoogte.
Centruroides bicolor leeft op de bosbodem, is nachtactief en voedt zich met insecten. Deze schorpioen houdt zich ook vaak op in huizen en andere gebouwen op zoek naar schuilplaatsen en voedsel.